# 萩原仁
萩原 仁（はぎはら ひとし、1967年〈昭和42年〉9月12日 - ）は、日本の政治家。元衆議院議員（1期）。

## 略歴
大阪市生まれ。私立浪速高等学校を経て近畿大学商経学部に入学。卒業後は松下電工に就職し、川本建築事務所社員を経て27歳で萩原都市建築研究所を設立した。2005年の第44回衆議院議員総選挙で民主党公認として大阪2区から出馬するが、郵政民営化に反対して自由民主党の公認を受けられず無所属となった左藤章と、自民党の公認を受けた川条志嘉との争いに埋没し、川条が当選、萩原・左藤は落選した。
2009年の第45回衆議院議員総選挙では、連合大阪の支援を受け、再び大阪2区から出馬し、左藤や川条を破り初当選した。早々に一新会（小沢一郎グループ）入りし、いわゆる「小沢チルドレン」の象徴的存在と目され、AERA2010年4月26日発売NO.19では玉城デニー衆議院議員らと「一新会七与力」と呼ばれた。以来、衆議院政治倫理の確立及び公職選挙法改正に関する特別委員会理事、衆議院外務委員会理事、党幹事長補佐、党国会対策副委員長、党総務副委員長、党府連代表代行、芦屋大学客員准教授、日本ユネスコ国内委員会委員等を務めた。
2012年の消費増税をめぐる政局では、野田内閣による消費増税法案の閣議決定に抗議して党幹事長補佐の辞表を提出し、4月23日の党役員会で受理された。6月26日の衆議院本会議で行われた消費増税法案の採決では、党の賛成方針に反して反対票を投じた。7月2日には山岡賢次らを介して離党届が提出された。民主党は7月3日の常任幹事会で離党届を受理せず除籍処分とする方針を決定し、7月9日の常任幹事会で正式決定した。
同年7月11日、国民の生活が第一の結党に参加した。12月16日の第46回衆議院議員総選挙に日本未来の党公認で大阪2区より出馬するも、落選。
その後、2013年の第23回参議院議員通常選挙に新党大地公認で比例区から出馬するが落選。その後は株式会社ジープラン・株式会社UCM（不動産コンサルティング会社）顧問、株式会社クロスランゲージアドバイザーを務める。
2019年にかつての領袖であった小沢一郎が国民民主党に合流すると萩原も同党に参加し、党大阪府連常任幹事に就任。
2020年9月、立憲民主党の大阪3区支部長に就任。2021年の第49回衆議院議員総選挙で同区から出馬したが、公明党の佐藤茂樹に次点で敗れ、比例復活もならなかった。
2024年の第50回衆議院議員総選挙で同区から出馬し日本維新の会の東徹、佐藤茂樹に次ぐ3位で落選した。選挙期間中には、街頭演説中に男から頭をペットボトルで殴られる事件が発生した。男は公職選挙法違反（自由妨害）の現行犯で逮捕された。

## 人物
- 2010年9月民主党代表選挙では小沢一郎を支持した。同選挙で小沢が菅直人に敗れると、萩原は菅を支持した同期の1回生議員らが偶然通りかかった際、「勝ち組が来た。おれらを下に見て…。覚えておけよ。おまえらとは一生口をきかんわ！」と述べた[25]。
- 2013年の参院選の候補者アンケートでは、「憲法9条を改正し、自衛隊の役割や限界を明記すべき」「集団的自衛権を行使できるよう、憲法解釈を見直すべき」と解答した[26]。

## 不祥事
- 2009年の衆院選で、萩原陣営で運動員をしていた男2人が他の運動員に現金報酬を渡したなどとして公職選挙法違反で逮捕された。しんぶん赤旗は2人が世界基督教統一神霊協会（統一協会）の関係者だと報じた。萩原の事務所は「知らなかった」と回答した[27]。

## 選挙歴
| 当落 | 選挙                     | 執行日         | 年齢 | 選挙区       | 政党         | 得票数    | 得票率 | 定数 | 得票順位 /候補者数 | 政党内比例順位 /政党当選者数 |
| ---- | ------------------------ | -------------- | ---- | ------------ | ------------ | --------- | ------ | ---- | ------------------ | ---------------------------- |
| 落   | 第44回衆議院議員総選挙   | 2005年09月11日 | 38   | 大阪府第2区  | 民主党       | 5万2945票 | 23.47% | 1    | 3/4                | 21/9                         |
| 当   | 第45回衆議院議員総選挙   | 2009年08月30日 | 41   | 大阪府第2区  | 民主党       | 9万1952票 | 40.12% | 1    | 1/5                | /                            |
| 落   | 第46回衆議院議員総選挙   | 2012年12月16日 | 45   | 大阪府第2区  | 日本未来の党 | 1万6647票 | 8.23%  | 1    | 4/5                | 8/1                          |
| 落   | 第23回参議院議員通常選挙 | 2013年07月21日 | 45   | 参議院比例区 | 新党大地     | 2934票    | ーー   | 48   | /                  | 6/0                          |
| 落   | 第49回衆議院議員総選挙   | 2021年10月31日 | 54   | 大阪府第3区  | 立憲民主党   | 4万1737票 | 23.44% | 1    | 2/4                | 11/3                         |
| 落   | 第50回衆議院議員総選挙   | 2024年10月27日 | 58   | 大阪府第3区  | 立憲民主党   | 2万2878票 | 12.68% | 1    | 3/5                | 16/4                         |